# エマ・コズィン
エマ・コズィン（Ema Kozin、1998年12月2日 - ）は、スロベニアのプロボクサーである。リュブリャナ出身。現WBC・WBO女子世界スーパーウェルター級統一王者。元WBC女子世界ミドル級暫定王者。世界2階級制覇王者。スロベニアではジャン・ザベックに次いで2人目のプロボクシング世界王者。

## 経歴
2016年9月24日、Ina Milohanic戦でプロデビューし、3-0判定勝利。
2017年9月16日、ドイツ・ゲルストホーフェンにてプロ10戦目でElene SikmashviliとのWBU女子世界ミドル級王座決定戦に臨み、3-0判定で勝利しプロ初タイトル獲得。
2017年10月14日、Florence MuthoniとのWBC女子インターナショナル・WBF女子世界ミドル級王座決定戦に臨み、3-0判定で二冠獲得。
2017年12月15日、Dora TollarとのWIBA世界ミドル級王座決定戦に臨み、3回TKOで王座獲得。
2018年10月14日、Irais HernandezとのWIBA世界スーパーミドル級王座決定戦に臨み、3-0判定勝ちで2階級制覇達成。
2019年3月23日、Sanna Turunenに3-0判定勝利でWIBA王座防衛と空位のWBF王座獲得。
2019年0月6日、マリア・リンドバーグに3-0判定勝利でWBF・WIBA王座の防衛と空位のWIBF・IBA・GBU王座獲得。
2020年10月17日、クリス・ナムスに3-0判定勝ちでWBF・WIBAミドル級王座の防衛とWBC世界暫定王座獲得。
2022年2月5日、ウェールズにてクラレッサ・シールズが持つWBA・WBC・IBF・リングマガジン女子ミドル級王座と自信が持つWBF王座の統一戦を行ったが、0-3判定でプロ初黒星を喫しWBF王座とWBC暫定王座から陥落、1年3ヶ月間保持していたWBC暫定王座はシールズのWBC正規王座に吸収される形で消滅した。
2023年11月18日、ハンナ・ランキンとのWBC・WBO女子世界スーパーウェルター級王座決定戦に臨み、2-1判定で自身初のメジャー団体正規王座獲得。

## 戦績
- アマチュア：
- プロ：26戦 24勝 12KO 1敗 1分

## 獲得タイトル
- WBU女子世界ミドル級王座
- WBC女子インターナショナルミドル級王座
- WBF女子世界ミドル級王座
- WIBA世界ミドル級王座
- GBC女子世界ミドル級王座
- WIBA世界スーパーミドル級王座
- WBF女子世界スーパーミドル級王座
- WIBF世界スーパーミドル級王座
- IBA女子世界スーパーミドル級王座
- GBU女子世界スーパーミドル級王座
- WBC女子世界ミドル級暫定王座
- WBF女子世界スーパーウェルター級王座
- 第10代WBC女子世界スーパーウェルター級王座（防衛0）
- 第6代WBO女子世界スーパーウェルター級王座（防衛0）